# Andrij Jahodka
Andrij Andrijovyč Jahodka (* 6. července 1988 Oděsa, Sovětský svaz) je ukrajinský sportovní šermíř, který se specializuje na šerm šavlí. Ukrajinu reprezentuje od roku 2009. V roce 2016 startoval na olympijských hrách v Rio de Janeiro v soutěži jednotlivců a vypadl v úvodním kole. V roce 2012 obsadil třetí místo na mistrovství Evropy. S ukrajinským družstvem šavlistů vybojoval v roce 2010 druhé místo na mistrovství Evropy.